# 281 Anti nuke
281_Anti nuke（にぃはちいち_あんちぬーく）は、匿名の日本のストリートアートの活動家。311といわれる2011年3月11日の福島第一原子力発電所事故をきっかけにして、絵と簡単なメッセージにて放射能の危険性や、政治体制への疑問を訴えかけている。その絵はインターネットや、渋谷駅周辺の路上を中心として公開されており、2017年には彼の絵を使った共著の著作も出版された。日本のバンクシーとして注目を集めている。

## 経歴
福島第一原子力発電所事故までは基本的に日本政府を信頼していたが、政府が福島原発のメルトダウンを隠していたということが分かり、それに対する怒りによって行動を起こす必要があると感じたという。活動の場所としては渋谷を選んだが、グラフィティの文化が街に溶け込んでいることが理由のひとつであった。さらに渋谷駅には岡本太郎が1945年に広島と長崎に落とされた原爆と1954年の水爆実験時に被爆した第五福竜丸を30メートルにわたる巨大な画面に描いた『明日の神話』が展示されていたが、311後の2011年4月30日にはChim↑Pom（チム↑ポム）が福島の原発事故を描いた絵をこの壁画に不正に継ぎ足した。これも281_Anti nukeが渋谷を活動場所に選んだ理由のひとつであった。
281_Anti nukeはTwitterなどで情報収集を行い、不特定多数に見てもらうにはストリートアートという形式をとる必要があり、「街の中にぶっぱなさないといられない」気持ちになったという。2011年6月には自らのTwitterアカウントを開設してインターネットを通じて作品を公開し、12月には舞台をストリートにも広げた。怒りという気持ちを表現するために、伝搬性のある手段である絵を選んだ。作品は本人が感じている痛みと悲鳴を表しているという。作品には、281_Anti nukeと記されていることが多い。
最初の作品は東京電力 (TEPCO) のロゴとガスマスクを合わせ描き、その下に Pollution（汚染の意味）というメッセージが残されたものであった。当初は東京電力への憎しみ、無責任さへの怒りがあったが、それは変化していくことになる。
初期にはカラフルなポンチョを着て長靴を履いた女の子の図柄が多くみられ、放射能のハザードマークを入れたI hate☢rainという文章が書かれてた。290種類あり、大量に街中に出現し、女の子の図柄も珍しいため目立ったという。放射能によって、小さな子供が普通に水たまり遊びもできなくなるような状況に対する怒りを I hate rain として伝え、そうした状況に対する憎しみはないのか、危機感はないのかと訴えかけたものである。子供は未来の象徴であり、一番の被害だと考えてモチーフに使ったという。
東電や安倍晋三（時の首相）も風刺の対象にした。この事故の本質には日本の体質、ものの考え方、政治があると彼は考えており、疑問を持ってほしいとして、絵を通じて訴えかけている。元首相野田佳彦と東電元会長勝俣恒久がキスをするモチーフにKIZUNA（絆）というメッセージを記した作品なども作成している。2012年12月には、安倍晋三をモチーフとした図柄が選挙妨害としてネット上で攻撃的に批判を受け、それ以降は危機を感じて匿名性を重視している。
2017年1月に渋谷スクランブル交差点に貼られていた、時のアメリカ大統領ドナルド・トランプを風刺した作品は、トランプが白人至上主義のクー・クラックス・クラン（KKK）のメンバーであるかのように象徴化されている。281_Anti nukeによれば、ゾッとするような指導者によって日本に何が起きるかという恐怖から作品が生み出されたという。

## 技術や思想の背景
絵を学んだことはなく、完全な我流である。イギリスのパンクバンドのセックス・ピストルズのアルバムジャケットを手掛けたジェイミー・リードからは影響を受けており、イギリスの社会問題を絵で伝える姿勢に簡明を受けたが、高校生の頃にはあまり描く理由を見いだせなかったという。パンクの精神である、笑ってしまうようなジョーク性を取り入れている。クリエイティブの根本は攻撃だと述べ、東京電力の支店に対して彼の絵を使って抗議がおきたとき、武器として使ってもらえてうれしいと感じていた。

## 共著
- 響堂雪乃、281_Anti Nuke『放射能が降る都市で叛逆もせず眠り続けるのか』白馬社、2017年、ISBN 978-4-907872-17-5。